# Polyergus samurai
Polyergus samurai är en myrart som beskrevs av Kôji Yano 1911. Polyergus samurai ingår i släktet Polyergus och familjen myror. IUCN kategoriserar arten globalt som sårbar.

## Underarter
Arten delas in i följande underarter:
- P. s. mandarin
- P. s. samurai

## Bildgalleri

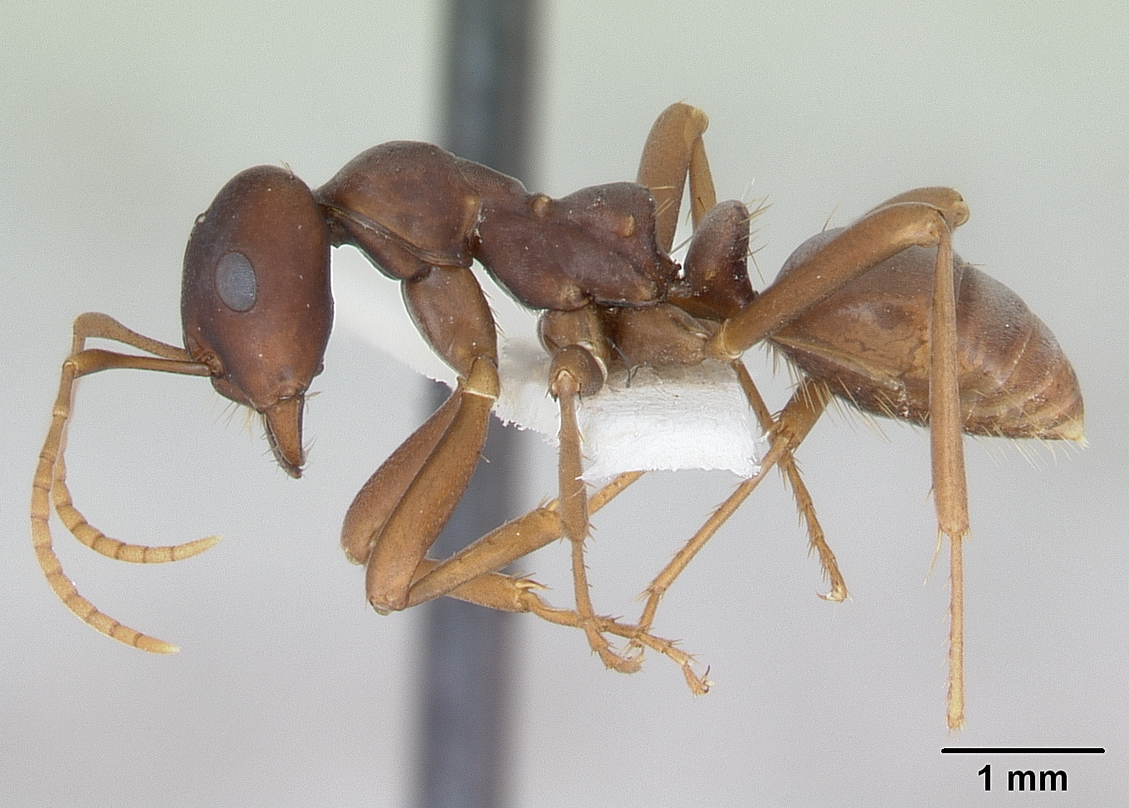